# Toerako's

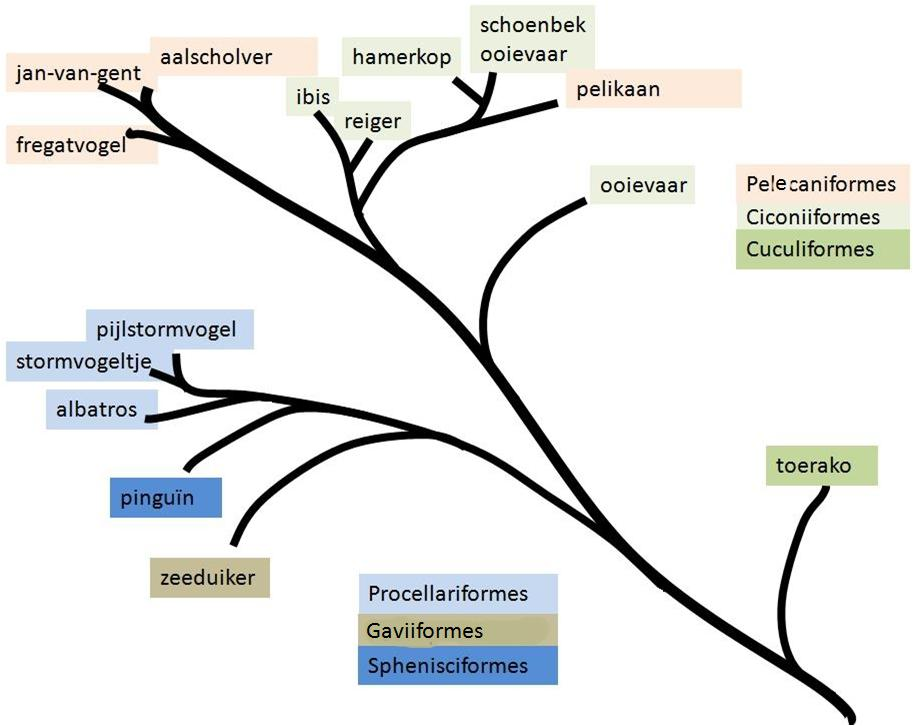
Watervogels volgens Hackett et al.

De toerako's (Musophagidae) (ook wel loeries of bananeneters) zijn een familie van vogels die traditioneel tot de orde van de Cuculiformes (koekoeksvogels) gerekend worden. In de Sibley-Ahlquist-taxonomie van de vogels wordt de groep echter tot een eigen orde verheven: Musophagiformes. De studie van Hackett et al. uit 2008 bevestigt dit en laat daarbij ook een verrassend verband met de grote groep (clade) van zogenaamde watervogels zien.
De familie telt 5 geslachten en 23 soorten. De vogels komen voor in Afrika bezuiden de Sahara. Zij zijn vrij groot, tot zo'n 50 cm en de meeste van hen vertonen spectaculaire kleuren, vooral in vlucht. 

## Lijst van geslachten
(alfabetische volgorde)
- Corythaeola (1 soort: reuzentoerako)
- Crinifer (5 soorten)
- Gallirex (2 soorten)
- Menelikornis (2 soorten)
- Tauraco (13 soorten)

Uitgestorven soorten zijn uit bekend uit Noord-Amerika en Europa, zoals de stamvorm Foro. 